# 久保田駅 (佐賀県)
久保田駅（くぼたえき）は、佐賀県佐賀市久保田町大字徳万にある、九州旅客鉄道（JR九州）の駅である。

## 概要
当駅の所属線である長崎本線と、当駅を起点とする唐津線の2路線が乗入れている。なお唐津線列車は全て長崎本線佐賀駅発着で運行されている。当駅付近では佐賀市と小城市の境界が入り組んでいるが、当駅自体は佐賀市に属している。
当駅は普通列車のみ停車するため、長崎本線特急列車を介して唐津線と長崎本線江北駅方面を乗継ぐ場合、一度佐賀駅まで行く必要があるが、分岐駅通過の特例により佐賀駅 - 久保田駅間で途中下車をしなければ乗越分の運賃は不要となる（特急券は佐賀駅までで計算される）。
ICカード「SUGOCA」は長崎本線のみ利用可能であり、唐津線（当駅 - 唐津駅間）では利用できない。

## 歴史
- 1896年（明治29年）10月10日：九州鉄道（初代）により開設[2]。一般駅[2]。
- 1903年（明治36年）12月14日：当駅 - 莇原駅（現・多久駅）間開通[5]。
- 1907年（明治40年）7月1日：九州鉄道国有化により帝国鉄道庁の駅となる[2][5]。
- 1974年（昭和49年）3月5日：業務委託駅となる[6][7]。
- 1984年（昭和59年）2月1日：貨物及び荷物扱い廃止[2]。旅客駅化[2]。
- 1985年（昭和60年）1月20日：無人駅化[3]。
- 1987年（昭和62年）4月1日：国鉄分割民営化に伴い、JR九州に移管[4][5]。
- 2005年（平成17年）：駅舎改築[1]。
- 2024年（令和6年）10月3日：長崎本線（佐賀駅 -江北駅間）でICカード「SUGOCA」の利用を開始[8][9]。

## 駅構造
単式ホーム1面1線・島式ホーム1面2線、計2面3線を有する地上駅。両ホームは屋根付きの跨線橋で結ばれている。単式ホームは下り列車、島式ホームは上り列車・唐津線の下り最終列車が発着する。3番のりばは時折運転される長崎本線上り臨時列車や回送列車の待避・唐津線の上り・下り列車にも使用される。なお、3番のりばからは牛津側で下り本線に合流出来ない。1番線下り方向外側に保線機械用線路がある。
以前は貨物ヤードや上下本線間に待機用中線、隣接する工場への専用線等が存在したが、国鉄末期に貨物取扱が廃止され空き地となっている。1999年以降鍋島駅以西の貨物列車運行が廃止されたため、当駅を通過する貨物列車は無い｡
国鉄末期の1985年に無人駅となり、その後重厚な木造駅舎も小型駅舎に建て替えられた。駅舎のあったところに現在は待合所があり、その脇に自動券売機が1台設置されている。磁気券が発行される他、佐賀駅・江北駅からの自由席特急券も購入できる（管理は佐賀駅）。
駅前には停車記念碑がある。これは、その石碑によると、1896年（明治29年）10月に久保田駅が開業したことを記念した石碑である。しかし、その石碑が構内に放置されていたため、1958年（昭和33年）5月13日に駅前に移転設置されたものであるとのこと。

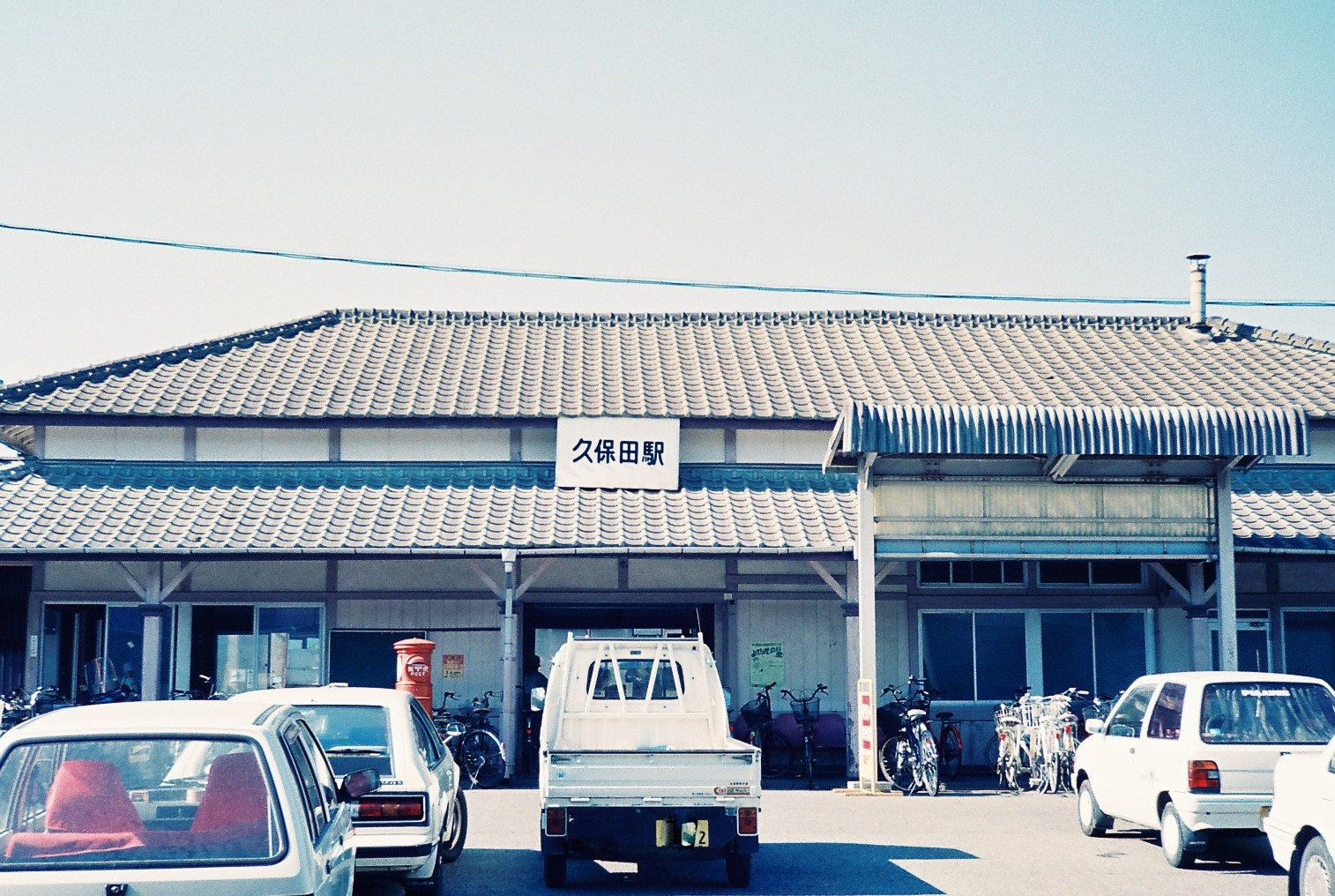
旧駅舎（1990年8月）
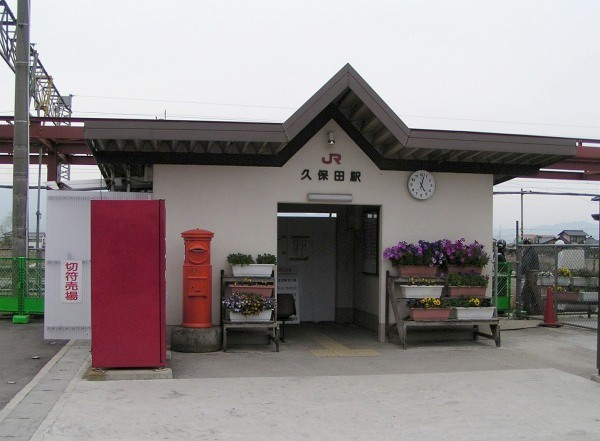
駅舎（2005年3月）
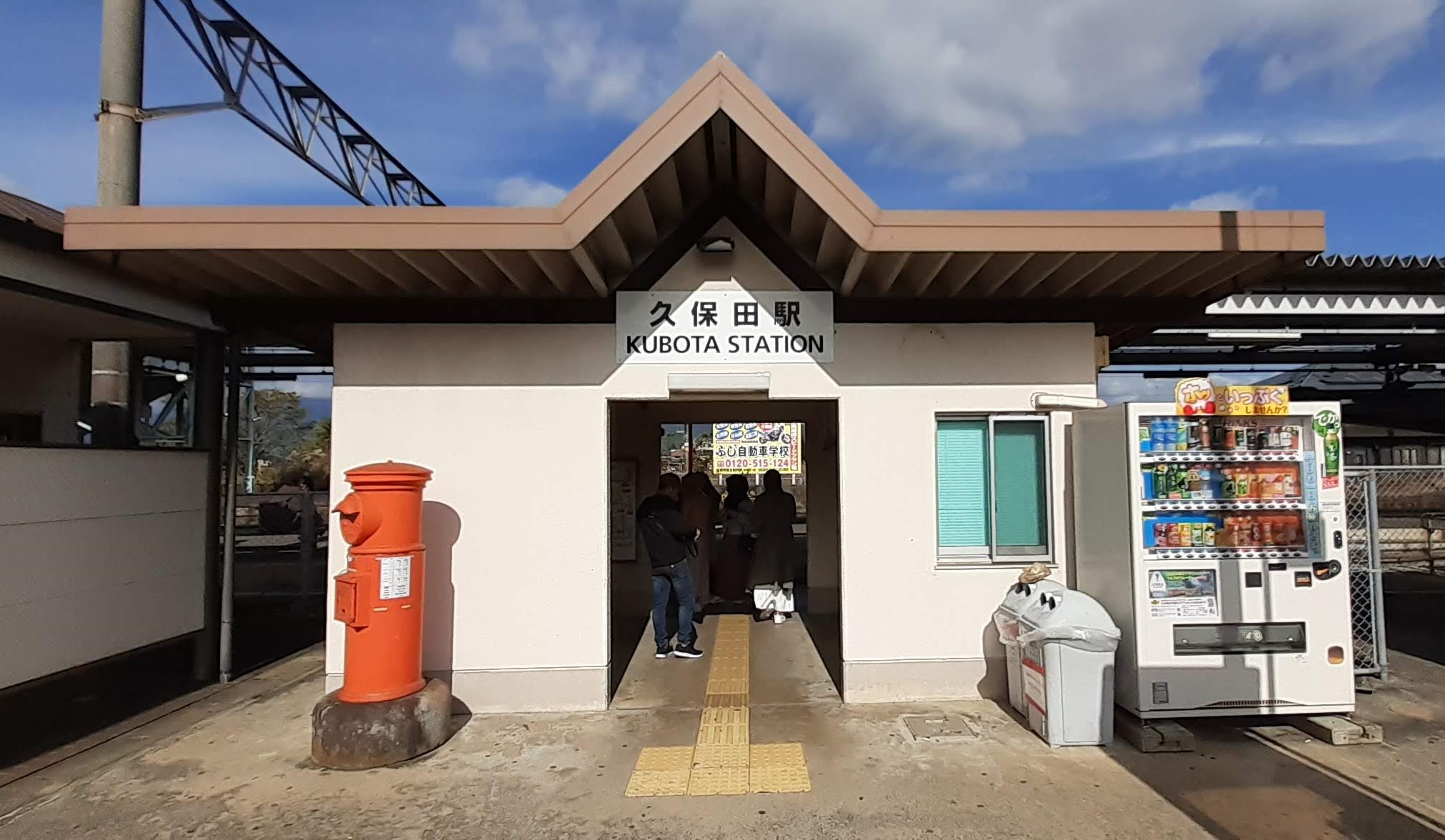
駅舎（2020年11月）
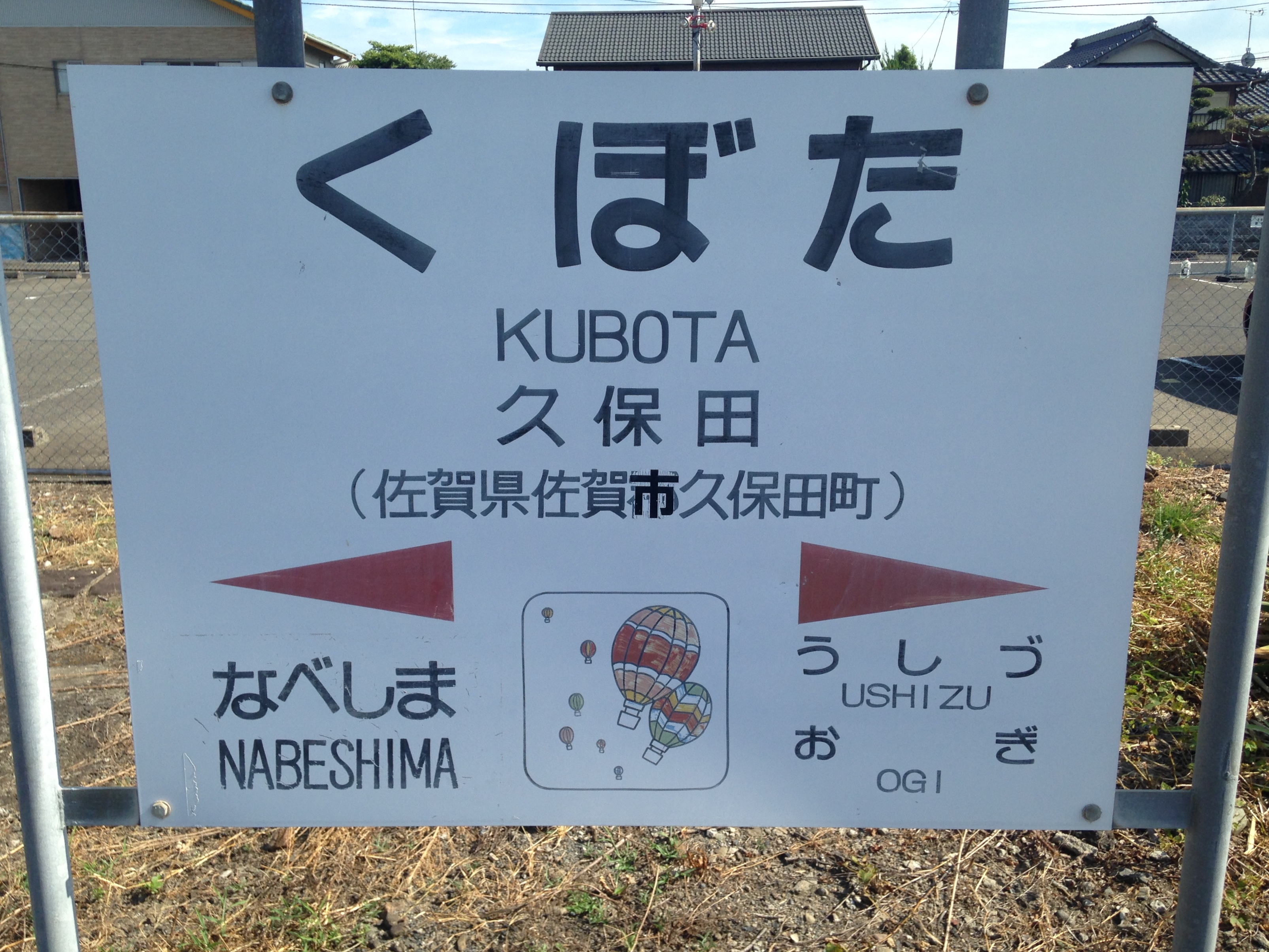
駅名標（2016年8月）
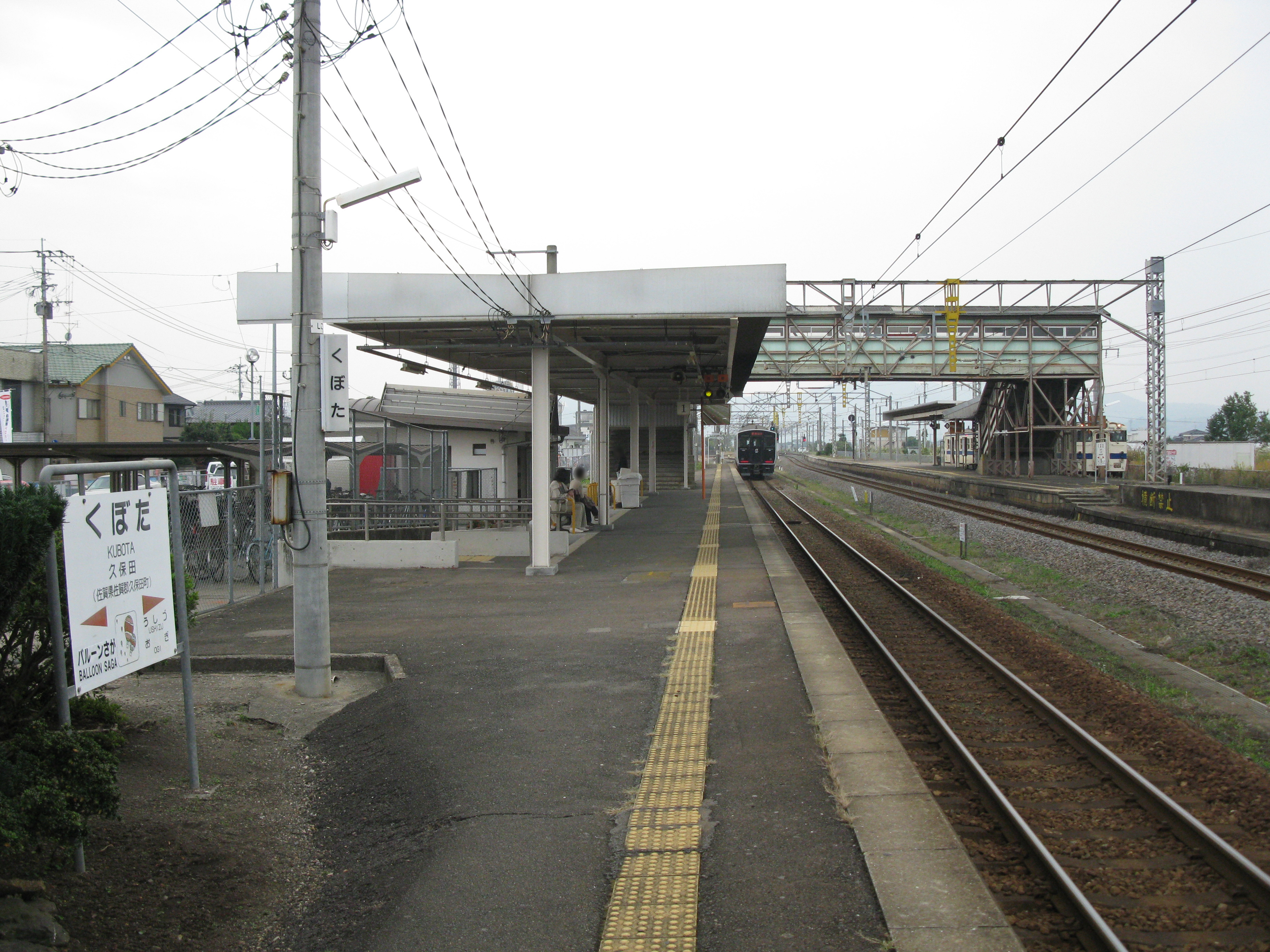
ホーム（2009年10月）

### のりば
| のりば | 路線      | 方向 | 行先                     | 備考                    |
| ------ | --------- | ---- | ------------------------ | ----------------------- |
| 1      | ■長崎本線 | 下り | 江北・肥前鹿島・早岐方面 |                         |
| 1      | ■唐津線   | 下り | 唐津・西唐津方面         | 一部は3番のりばから発車 |
| 2      | ■長崎本線 | 上り | 佐賀・鳥栖・博多方面     | 一部は3番のりばから発車 |
| 3      | ■唐津線   | 上り | 佐賀方面                 |                         |

## 利用状況
2023年（令和5年）度の1日平均乗車人員は599人である。
| 年度   | 1日平均 乗車人員 |
| ------ | ---------------- |
| 2000年 | 409              |
| 2001年 | 411              |
| 2002年 | 413              |
| 2003年 | 412              |
| 2004年 | 409              |
| 2005年 | 406              |
| 2006年 | 430              |
| 2007年 | 432              |
| 2008年 | 462              |
| 2009年 | 464              |
| 2010年 | 500              |
| 2011年 | 577              |
| 2012年 | 583              |
| 2013年 | 606              |
| 2014年 | 588              |
| 2015年 | 590              |
| 2016年 | 614              |
| 2017年 | 637              |
| 2018年 | 634              |
| 2019年 | 638              |
| 2020   | 485              |
| 2021年 | 491              |
| 2022年 | 549              |
| 2023年 | 599              |

## 駅周辺
駅前には数軒商店がある。駅北側は田んぼである。住宅や商店は駅南側の方が多い。
- 国道34号
- 国道207号
- 王子マテリア佐賀工場
- 久保田郵便局
- 佐賀県立森林公園野球場
- あんくる夢市場 久保田店

## 隣の駅
九州旅客鉄道（JR九州）
■長崎本線
■区間快速（上りのみ運転）・■普通
鍋島駅 - （臨）バルーンさが駅 - 久保田駅 - 牛津駅
■唐津線（佐賀駅 - 当駅間は長崎本線）
鍋島駅 - （臨）バルーンさが駅 - 久保田駅 - 小城駅